# Monopyle ecuadorensis
Monopyle ecuadorensis är en tvåhjärtbladig växtart som beskrevs av Conrad Vernon Morton. Monopyle ecuadorensis ingår i släktet Monopyle och familjen Gesneriaceae. Inga underarter finns listade i Catalogue of Life.